# Junghuhnia fimbriatella
Junghuhnia fimbriatella är en svampart som först beskrevs av Peck, och fick sitt nu gällande namn av Leif Ryvarden 1972. Junghuhnia fimbriatella ingår i släktet Junghuhnia och familjen Meruliaceae.   Inga underarter finns listade i Catalogue of Life.